# Epiphragma (Epiphragma) muscicola
Epiphragma (Epiphragma) muscicola is een tweevleugelige uit de familie steltmuggen (Limoniidae). De soort komt voor in het Neotropisch gebied.